# Linus Tagesson
Linus Bernt Jan Tagesson, född 11 februari 2002, är en svensk fotbollsspelare som spelar för Sandvikens IF.

## Karriär
Den 1 april 2022 lånades Tagesson ut av Djurgårdens IF till Täby FK i Ettan Norra.
I december 2022 värvades Tagesson av Örgryte IS, där han skrev på ett tvåårskontrakt. I januari 2025 värvades Tagesson av Sandvikens IF, där han skrev på ett treårskontrakt.

## Karriärstatistik

### Klubblag
| Klubb              | Säsong             | Liga                      | Liga    | Liga | Nationell cup | Nationell cup | Övrigt  | Övrigt | Totalt  | Totalt |
| Klubb              | Säsong             | Division                  | Matcher | Mål  | Matcher       | Mål           | Matcher | Mål    | Matcher | Mål    |
| ------------------ | ------------------ | ------------------------- | ------- | ---- | ------------- | ------------- | ------- | ------ | ------- | ------ |
| IFK Österåker      | 2017               | Division 3 Östra Svealand | 4       | 0    | 0             | 0             | —       | —      | 4       | 0      |
| Djurgårdens IF     | 2020               | Allsvenskan               | 0       | 0    | 1             | 0             | —       | —      | 1       | 0      |
| Djurgårdens IF     | 2021               | Allsvenskan               | 0       | 0    | 1             | 0             | —       | —      | 1       | 0      |
| Djurgårdens IF     | 2022               | Allsvenskan               | 0       | 0    | 0             | 0             | —       | —      | 0       | 0      |
| Djurgårdens IF     | Totalt             | Totalt                    | 0       | 0    | 2             | 0             | —       | —      | 2       | 0      |
| Täby FK (lån)      | 2022               | Ettan Norra               | 18      | 3    | 0             | 0             | 2       | 0      | 20      | 3      |
| Örgryte IS         | 2023               | Superettan                | 28      | 3    | 0             | 0             | —       | —      | 28      | 3      |
| Örgryte IS         | 2024               | Superettan                | 6       | 0    | 0             | 0             | —       | —      | 6       | 0      |
| Örgryte IS         | Totalt             | Totalt                    | 34      | 3    | 0             | 0             | —       | —      | 34      | 3      |
| Sandvikens IF      | 2025               | Superettan                | 0       | 0    | 3             | 0             | —       | —      | 3       | 0      |
| Totalt i karriären | Totalt i karriären | Totalt i karriären        | 56      | 6    | 5             | 0             | 2       | 0      | 63      | 6      |

1. ↑  Nedflyttningskvalmatcher mot IFK Österåker.[6][7]